# Ryszard Borówka
Ryszard Krzysztof Borówka (ur. 1949) – polski geograf, profesor nauk o Ziemi, specjalizujący się w geografii fizycznej, geomorfologii oraz paleogeografii czwartorzędu; nauczyciel akademicki związany z uniwersytetami w Poznaniu i Szczecinie.

## Życiorys
Urodził się w 1949 roku. Jest absolwentem Wydziału Biologii i Nauk o Ziemi Uniwersytetu im. Adama Mickiewicza w Poznaniu, na którym uzyskał tytuł magistra geografii ze specjalnością geografia fizyczna w 1971 roku. Po studiach został zatrudniony na swojej macierzystej uczelni, gdzie doktoryzował się z nauk geograficznych w 1977 roku oraz uzyskał stopień doktora habilitowanego nauk o Ziemi w zakresie geografii fizycznej, paleogeografii czwartorzędu i geomorfologii w 1993 roku na podstawie rozprawy nt. Przebieg i rozmiary denudacji w obrębie śródwysoczyznowych basenów sedymentacyjnych podczas późnego vistulianu i holocenu. W 2003 roku prezydent Polski Aleksander Kwaśniewski nadał mu tytuł profesora nauk o Ziemi.
W latach 1979–1983 pełnił funkcję kierownika Laboratorium Aparaturowego w Instytucie Badań Czwartorzędu UAM, a następnie od 1991 do 1995 roku zastępcy dyrektora Instytutu Badań Czwartorzędu UAM. W 1996 roku przeniósł się na Uniwersytet Szczeciński, gdzie został prodziekanem ds. badań naukowych Wydziału Nauk Przyrodniczych. W kadencji 1996-1999 był przewodniczącym senackiej komisji ds. badań naukowych na szczecińskiej uczelni. W latach 2001–2008 pełnił funkcję dziekana Wydziału Nauk Przyrodniczych, a po jego podziale w 2008 roku został pierwszym dziekanem Wydziału Nauk o Ziemi. 
Ponadto jest członkiem z wyboru trzech komitetów naukowych Polskiej Akademii Nauk: Komitetu Badań Czwartorzędu (od 1996), Komitetu Nauk Geograficznych (od 2003) oraz Komitetu Badań Morza (od 2012). Za swoją działalność naukowo-dydaktyczną był wielokrotnie nagradzany i odznaczany, m.in. nagrodą indywidualna III stopnia Ministra Nauki Szkolnictwa Wyższego i Techniki (1981) oraz Srebrnym Krzyżem Zasługi.

## Dorobek naukowy
Zainteresowania naukowe Ryszarda Borówki koncentrują się wokół tematyki związanej z funkcjonowaniem współczesnych środowisk sedymentacji eolicznej w strefie brzegowej mórz bezpływowych oraz na terenach pustynnych, prognozowaniu zagrożeń strefy brzegowej w rezultacie przyspieszonego wzrostu poziomu morza, geologii i paleogeografii obszarów niżowych Europy Środkowej podczas czwartorzęd oraz zmianach klimatycznych i chronostratygrafii górnego czwartorzędu, na podstawach i problemach rozwoju geo- i ekoturystyki. Jest autorem blisko 270 publikacji naukowych oraz redaktorem 17 książek. Do jego najważniejszych publikacji należą m.in: 
- Współczesne procesy transportu i sedymentacji piasków eolicznych oraz ich uwarunkowania i skutki na obszarze wydm nadmorskich, 1980.
- Przebieg i rozmiary denudacji w obrębie śródwysoczyznowych basenów sedymentacyjnych podczas późnego vistulianu i holocenu, 1992.
- Ewolucja Ziemi, 1996.
- Rzeźba powierzchni Ziemi, 1997.
- Dzieje Ziemi i rozwój życia, 2001.
- Przyroda Pomorza Zachodniego, praca zbiorowa, 2004.
- Jezioro Miedwie i Nizina Pyrzycka – harmonia przyrody i ludzkich marzeń, 2007.